# Cmentarz wojskowy w Brodnicy
Cmentarz wojskowy w Brodnicy – zamknięty cmentarz wojskowy z grobami żołnierzy niemieckich, polskich i rosyjskich.

## Historia
Cmentarz założony w 1914 roku przez władze niemieckie podczas trwania I wojny światowej jako cmentarz wojskowy. Chowano na nim żołnierzy niemieckich od końca listopada 1914 roku.
W 1920 roku założono polską część cmentarza po bitwie pod Brodnicą. Pochowano tu także 9 czerwonoarmistów, poległych w walkach o miasto 18 sierpnia 1920 roku.
Obecny stan nekropolia zawdzięcza przedwojennemu burmistrzowi miasta Brodnica Mieczysławowi Jerzykiewiczowi, którego staraniem na cmentarzu wybudowano kaplicę w formie pomnika. Autorem jej projektu był inż. architekt Kazimierz Ulatowski. Prace budowlane wykonywane były pod nadzorem Władysława Kasprowskiego.
Kamień węgielny poświęcono 22 czerwca 1924 roku w obecności prezydenta RP Stanisława Wojciechowskiego, który w tym czasie gościł w Brodnicy z okazji wręczenia sztandaru dla 67 pułku piechoty.
Uroczystego otwarcia cmentarza wojskowego po przebudowie dokonano w siódmą rocznicę bitwy pod Brodnicą 18 sierpnia 1927 roku. W uroczystości odsłonięcia kaplicy-pomnika brali udział dwaj żyjący uczestnicy bitwy: pułkownik Witold Aleksandrowicz i hrabia Ignacy Mielżyński (obaj dowodzili wojskami polskimi podczas bitwy pod Brodnicą), oraz wojewoda pomorski Stanisław Młodzianowski.

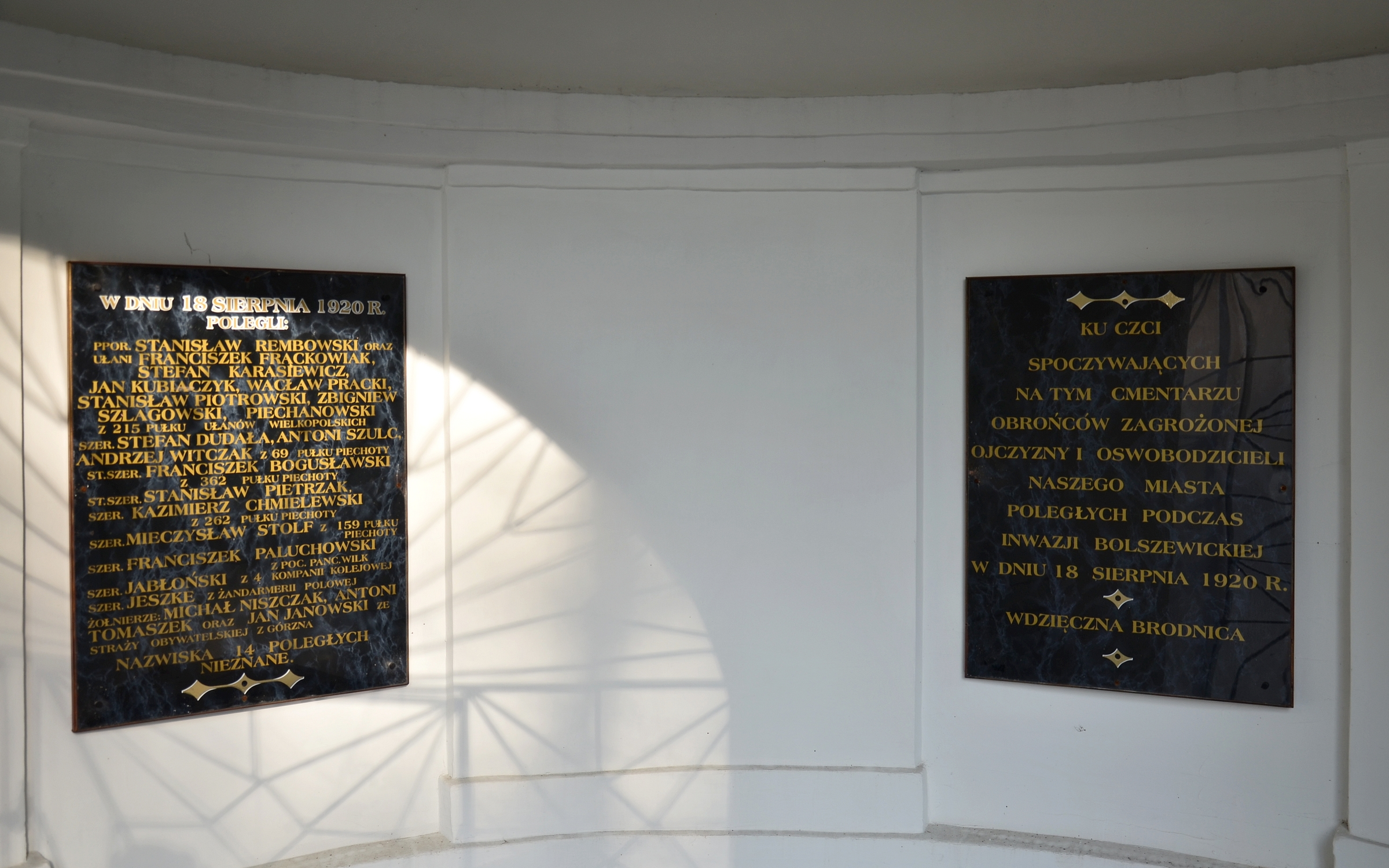
Tablice pamiątkowe zawieszone we wnętrzu kaplicy

Kaplica-pomnik od frontu ma cztery kolumny, przed którymi spoczywają dwa lwy symbolizujące męstwo, które zostały wykute przez bydgoskiego mistrza dłuta Bronisława Kłobuckiego. Nad wejściem umieszczono medalion z wizerunkiem Matki Boskiej Częstochowskiej autorstwa Stanisława Jagmina. Szczyt kaplicy zwieńczony został metalowym krzyżem. W kaplicy są dwie marmurowe (pierwotnie spiżowe) tablice z nazwiskami poległych oraz pamiątkowym napisem: Ku czci spoczywających na tym cmentarzu obrońców zagrożonej Ojczyzny i oswobodzicieli naszego miasta, poległych podczas inwazji bolszewickiej w dniu 18 sierpnia 1920 roku wdzięczna Brodnica. W środku kaplicy pomiędzy tablicami płk. Aleksandrowicz w czasie odsłonięcia zawiesił zdjęty z piersi swój Krzyż „Virtuti Militari” klasy V, by w ten sposób uczcić pamięć swych poległych podwładnych.
W 1943 roku podczas trwania II wojny światowej została założona trzecia część nekropolii, na której pochowano żołnierzy niemieckich, którzy zmarli w szpitalach polowych na terenie Brodnicy, bądź w pociągach sanitarnym podczas powrotu z frontu wschodniego oraz poległych 21 stycznia 1945 roku w walkach o Brodnicę z nacierającą Armią Czerwoną. Zostali tu pochowani również czerwonoarmiści polegli tego dnia w wyżej wymienionej bitwie (znane są nazwiska 137 czerwonoarmistów). Na tej części cmentarza wzniesiono także pamiątkowy obelisk.
Ostatnimi osobami pochowanymi na cmentarzu wojskowym są dwaj funkcjonariusze Urzędu Bezpieczeństwa, którzy zginęli 9 kwietnia 1946 roku w walce z tak zwanym przez komunistów reakcyjnym podziemiem.

## Kwatery
Cmentarz wojskowy w Brodnicy co do zasady podzielony jest na III kwatery;
- Niemiecką:
  - I – groby 7 żołnierzy niemieckich pochowanych 15 listopada 1914.
  - II-IV – groby 25 lub większej liczby żołnierzy niemieckich rannych na froncie wschodnim a zmarłych w szpitalu polowym w Brodnicy (1914-1915) oraz kilku bolszewików.
- Polską:
  - V-XI – miejsca spoczynku 31 polskich żołnierzy poległych 18 sierpnia 1920 roku podczas bitwy pod Brodnicą.
  - 1-5 – nagrobki imienne żołnierzy polskich i funkcjonariuszy UB zmarłych i poległych w latach 1934-1946.
- Sowiecką:
  - XIV-XV – nagrobki na mogiłach żołnierzy sowieckich poległych w walkach o Brodnicę w 1945 roku (336 żołnierzy).
  - 5. – pomnik ku czci poległych żołnierzy Armii Czerwonej.